# 5895 Žbirka
5895 Žbirka eller 1982 UF2 är en asteroid i huvudbältet som upptäcktes den 16 oktober 1982 av den tjeckiske astronomen Zdeňka Vávrová vid Kleť-observatoriet. Den är uppkallad efter den slovakiske musikern, Miroslav Žbirka.
Asteroiden har en diameter på ungefär 4 kilometer.